# Could You Be Loved
Could You Be Loved ist eines der erfolgreichsten Lieder von Bob Marley & the Wailers. Es wurde auf ihrem letzten Studioalbum Uprising aus dem Jahr 1980 als achtes von zehn Liedern veröffentlicht.

## Inhalt
Could You Be Loved enthält, ähnlich wie das Lied Coming in from the Cold, das ebenfalls auf dem Uprising-Album erschien, eine persönliche Botschaft der Hoffnung. Die erste Strophe ist als Warnung vor einem System, welches versucht, den Verstand der Menschen zu kontrollieren und ihnen Illusionen zu vermitteln, zu verstehen; die Liebe würde niemanden allein zurücklassen und in der Dunkelheit müsse man ins Licht finden.
Die zweite Strophe, welche von den I-Threes gesungen wird, ist eine nahezu identische Kopie eines Teils des Liedtexts von Judge Not, des ersten Lieds, das Marley 1961 im Alter von 16 Jahren aufnahm. Die Strophe meint, dass man während man auf andere zeigt, gleichzeitig genauso beurteilt werde. Man solle seine Mitmenschen lieben, anstatt sie zu kritisieren.
Die dritte Strophe ist eine anders formulierte Wiederholung der ersten Strophe; angeschlossen ist ein bekannter Satz des Sozialdarwinismus, „the fittest survive“ (zu Deutsch: „die Stärksten überleben“). Marley verwendete hier eine verstärkte Formulierung, indem er meinte, nur die Stärksten der Stärksten würden überleben. Die vierte Strophe − wieder von den I-Threes gesungen –  bildet den Schluss des Liedes; sie ist eine Erkenntnis, dass der Mensch unzufrieden bleibt, egal, wie man ihn behandelt. Die Strophe mündet in Marleys Aufforderung, aufzustehen und etwas zu sagen („Say something!“); diese wird bis zum Schluss des Liedes mehrfach wiederholt.
Der Song wurde 1979 in einem Flugzeug geschrieben, während die Wailers mit der Gitarre experimentierten und ist eine Mischung aus Reggae und Disco.

## Kommerzieller Erfolg

### Chartplatzierungen
In den US-amerikanischen Billboard-Charts erreichte Could You Be Loved Platz sechs in den „Club Play Singles Charts“ und Platz 56 in den „Black Singles Charts“. In der Schweiz erreichte die Single im Oktober 1980 Platz zwei der Singlecharts, in Deutschland gleichzeitig Platz 13.
| ChartsChartplatzierungen     | Höchstplatzierung | Wochen |
| ---------------------------- | ----------------- | ------ |
| Deutschland (GfK)            | 13 (28 Wo.)       | 28     |
| Schweiz (IFPI)               | 2 (10 Wo.)        | 10     |
| Vereinigtes Königreich (OCC) | 5 (20 Wo.)        | 20     |

| ChartsJahrescharts (1980) | Platzierung |
| ------------------------- | ----------- |
| Deutschland (GfK)         | 61          |
| Schweiz (IFPI)            | 18          |

### Auszeichnungen für Musikverkäufe
| Land/Region                  | Auszeichnungen für Musikverkäufe (Land/Region, Auszeichnung, Verkäufe) | Verkäufe  |
| ---------------------------- | ---------------------------------------------------------------------- | --------- |
| Brasilien (PMB)              | Gold                                                                   | 30.000    |
| Dänemark (IFPI)              | Platin                                                                 | 90.000    |
| Deutschland (BVMI)           | Gold                                                                   | 250.000   |
| Italien (FIMI)               | Platin                                                                 | 50.000    |
| Neuseeland (RMNZ)            | 7× Platin                                                              | 210.000   |
| Portugal (AFP)               | Platin                                                                 | 10.000    |
| Spanien (Promusicae)         | Platin                                                                 | 60.000    |
| Vereinigtes Königreich (BPI) | 2× Platin                                                              | 1.200.000 |
| Insgesamt                    | 2× Gold · 13× Platin ·                                                 | 1.900.000 |

Hauptartikel: Bob Marley/Auszeichnungen für Musikverkäufe